# Филипп Бурбон-Сицилийский
Принц Филипп Бурбон-Сицилийский (Филиппо Мария Альфонсо Антонио Фердинандо Франческо ди Паола Лодовико Энрико Альберто Таддео Франческо Саверио Уберто) (10 декабря 1885 — 9 марта 1949) — член Бурбон-Сицилийского дома и принц Бурбон-Сицилийский.

## Семья
Принц Филипп был десятым ребенком принца Альфонсо Бурбон-Сицилийского (1841—1934), графа ди Казерта, и его супруги, принцессы Марии Антуанетты Бурбон-Сицилийской (1851—1918).

## Семья и дети
12 января 1916 года в Нёйи-сюр-Сене (Франция) женился первым браком на принцессе Марии Луизе Орлеанской (1896—1973), старшей дочери принца Эммануэля Орлеанского (1872—1931), герцога Вандомского, и его супруги принцессы Генриетты Бельгийской (1870—1948). Супруги имели одного сына и развелись в 1925 году:
- Принц Гаэтано Мария Энрико Альфонсо Паоло Бурбон-Сицилийский (16 апреля 1917, Канны — 27 декабря 1984, Хараре), 16 февраля 1946 года в Паддингтоне женился на Оливии Ярроу (16 июля 1917, Дамфрис — 24 мая 1987, Хараре). Их дети:

- Адриан Филипп де Бурбон (род. 7 апреля 1948, Уоррингтон), 20 марта 1976 года в Солсбери женился на Линде Иденсон (род. 3 февраля 1950 в Солсбери). Дети:

- Филипп Шарль де Бурбон (род. 5 мая 1977 в Хараре, Зимбабве)

- Лаура Мишель де Бурбон (род. 12 февраля 1979 в Хараре, Зимбабве)

- Грегори Питер де Бурбон (род. 2 января 1950 в Уорингтоне), 1-я жена с 15 мая 1971 года Морин Пауэлл (род. 19 апреля 1951 в Булавайо), 2-я жена с 30 августа 1986 года Кэрри Энн Тронли (род. 2 февраля 1945 в Сесноке). Дети от первого брака:

- Кристиан Питер де Бурбон (род. 11 апреля 1974 года в Ванкувере)

- Раймонд де Бурбон (род. 8 ноября 1978 года в Хараре, Зимбабве)

10 января 1927 года Филипп Бурбон-Сицилийский вторично женился на Одетте Лабори (1902—1968), от брака с которой детей не имел.

## Титулы
10 декабря 1885 — 9 марта 1949 годы — Его Королевское Высочество Принц Филипп Бурбон-Сицилийский.